# 流鼻血
鼻衄，俗称流鼻血、淌大寒，称鼻出血，是指由于鼻孔内的毛细血管脆弱，血管受到破坏后，血液从鼻孔裡流出，是一种医学上的疑难病症。流鼻血有经常性流鼻血和偶尔流鼻血之分。

## 原因
引起偶尔流鼻血的原因，通常是因為生气、焦虑或太兴奋而引起身体内的火气大，或者是被殴打、撞击异物。
部分人童年时期被异物重击过鼻子，俗称伤鼻子，这会引起此人终生经常流鼻血。多在天气炎热时、梦中、早晨醒后，血液自然从鼻孔裡流出。一般无法用药物治疗，只能用临时止血方法。经常性流鼻血，不能排除血友病、白血病、再生障碍性贫血等血液病所引起。
另一种可能则是因为各种原因鼻子内部产生炎症，导致反复的血管破裂和感染。